# Coryogalops tessellatus
Coryogalops tessellatus är en fiskart som beskrevs av Randall, 1994. Coryogalops tessellatus ingår i släktet Coryogalops och familjen smörbultsfiskar. Inga underarter finns listade i Catalogue of Life.